# تاريخ ارتفاع ضغط الدم
يبدأ التاريخ الحديث لارتفاع ضغط الدم بفهم جهاز الدوران بناءً على عمل الطبيب ويليام هارفي (1578-1657)، الذي وصف الدورة الدموية في كتابه De motu cordis (من حركة القلب). أجرى رجل الدين الإنكليزي ستيفن هالز أول قياس منشور لضغط الدم في عام 1733. جاءت أوصاف ما يطلق عليه ارتفاع ضغط الدم، من بين آخرين، منهم توماس يانغ في عام 1808 ولا سيما ريتشارد برايت في عام 1836. لاحظ برايت صلة بين تضخم القلب وأمراض الكلى، وبعد ذلك غالبًا ما كان يُطلق على أمراض الكلى مرض برايت في هذه الحقبة. اقترح جورج جونسون في عام 1850 أن الأوعية الدموية المتضخمة التي شوهدت في الكلى في مرض برايت قد تكون تكيفًا مع ارتفاع ضغط الدم. اقترح ويليام سينهاوس كيركس في عام 1855 ولودفيج تروب عام 1856 أيضًا، استنادًا إلى الملاحظات المرضية، أن الضغط المرتفع يمكن أن يفسر الارتباط بين تضخم البطين الأيسر وتلف الكلى في مرض برايت. لاحظ صموئيل ويلكس أن تضخم البطين الأيسر والشرايين المريضة لا يرتبط بالضرورة بالكلى المريضة، ما يعني أن ارتفاع ضغط الدم قد يحدث عند أصحاب الكلى السليمة. ومع ذلك، أجرى فريدريك أكبر محمد أول تقرير عن ارتفاع ضغط الدم لدى شخص بدون دليل على الإصابة بأمراض الكلى في عام 1874 باستخدام جهاز قياس ضغط الدم. تناول السير كليفورد ألبوت مفهوم ارتفاع ضغط الدم كمرض معمم في الدورة الدموية، وأطلق على هذه الحالة اسم «فرط ضغط الدم». ومع ذلك، ظهر ارتفاع ضغط الدم ككيان طبي بالفعل في عام 1896 مع اختراع سيبيوني ريفا-روكي مقياس ضغط الدم القائم على الكفة في عام 1896، الذي سمح بقياس ضغط الدم في العيادة. في عام 1905، قام نيكولاي كوروتكوف بتحسين التقنية بوصف أصوات كوروتكوف التي تُسمع عند سماع الشريان بسماعة طبية بينما تُفرغ كفة مقياس ضغط الدم. تحسن تتبع قياسات ضغط الدم التسلسلي بمقدار أكبر عندما اخترع دونال نان جهازًا دقيقًا لمقياس ضغط الدم المتذبذب الآلي بالكامل في عام 1981.
صاغ إبرهارد فرانك مصطلح فرط ضغط الدم الأساسي Essentielle Hypertonie في عام 1911 لوصف ارتفاع ضغط الدم الذي لا يمكن العثور على سبب له. صاغ الأطباء من مايو كلينيك في عام 1928 مصطلح فرط ضغط الدم الخبيث لوصف متلازمة ارتفاع ضغط الدم الشديد واعتلال الشبكية الشديد وعدم كفاية وظائف الكلى التي تؤدي عادة إلى الوفاة في غضون عام من السكتات الدماغية أو قصور القلب أو القصور الكلوي. كان فرانكلين دي روزفلت أحد الأشخاص البارزين المصابين بفرط ضغط الدم الشديد. رغم أن خطر فرط ضغط الدم الشديد أو الخبيث عرف جيدًا، فإن مخاطر الارتفاع المعتدل لضغط الدم كانت غير مؤكدة وفوائد العلاج مشكوك فيها. لذا، غالبًا ما يُصنف فرط ضغط الدم إلى «خبيث» و«حميد». في عام 1931، كتب جون هاي، أستاذ الطب في جامعة ليفربول، أن «هناك بعض الحقيقة في القول إن الخطر الأكبر على الرجل المصاب بارتفاع ضغط الدم يكمن في اكتشافه، لأنه من المؤكد أن أحمقًا سيحاول تقليله». وردد هذا الرأي في عام 1937 طبيب القلب الأمريكي بول دودلي وايت، الذي اقترح أن «ارتفاع ضغط الدم قد يكون آلية تعويضية مهمة لا ينبغي العبث بها، حتى لو كنا متيقِّنين من أنه يمكننا السيطرة عليه». ذكر كتاب تشارلز فريدبرغ الكلاسيكي «أمراض القلب» عام 1949 أن «الأشخاص المصابين بارتفاع ضغط الدم «الحميد الخفيف» ... [يعرّف بأنه ضغط الدم حتى مستويات 210/100 ملم زئبق] ... لا ينبغي معالجتهم». ومع ذلك، كانت موجة الرأي الطبي تتحول: اعترف على نحو متزايد في الخمسينيات من القرن الماضي بأن ارتفاع ضغط الدم «الحميد» ليس ضارًا. على مدى العقد التالي، تراكمت أدلة متزايدة من التقارير الاكتوارية والدراسات الطولية، مثل دراسة فرامنغهام للقلب، على أن ارتفاع ضغط الدم «الحميد» زاد من الوفاة وأمراض القلب والأوعية الدموية، وأن هذه المخاطر زادت بطريقة متدرجة مع زيادة ضغط الدم عبر الطيف الكامل من ضغوط الدم السكانية. بعد ذلك، رعت المعاهد الوطنية للصحة أيضًا دراسات سكانية أخرى، التي أظهرت إضافة إلى ذلك أن الأمريكيين الأفارقة يعانون عبئًا أعلى من ارتفاع ضغط الدم ومضاعفاته.

## العلاج والأدوية
تاريخيًا، كان علاج ما يسمى «مرض النبض الصلب» يتكون من تقليل كمية الدم عن طريق الإدماء أو استخدام العلقيات. دعا إلى ذلك إمبراطور الصين الأصفر، كورنيليوس سيلسوس، جالينوس، وأبقراط.
في أواخر القرن التاسع عشر وأوائل إلى منتصف القرن العشرين، استخدمت العديد من العلاجات لعلاج ارتفاع ضغط الدم، لكن القليل منها كان فعالًا، وكانت هذه العلاجات سيئة التحمل. تضمنت العلاجات المستخدمة في تلك الحقبة تقييدًا صارمًا للصوديوم (على سبيل المثال حمية الأرز)، واستئصال الودي (الاستئصال الجراحي لأجزاء من الجهاز العصبي الودي)، والعلاج بالبيروجين (حقن المواد التي تسبب الحمى، مما يقلل بشكل غير مباشر من ضغط الدم). استخدمت أول مادة كيميائية لارتفاع ضغط الدم، ثيوسيانات الصوديوم، في عام 1900 ولكن كان لها العديد من الآثار الجانبية ولم تكن تحظى بشعبية. كانت العلاجات الأخرى، مثل الباربتيورات والبزموت والبروميد، داعمة بشكل أساسي وليست علاجية. استخدمت عقاقير أخرى بعد الحرب العالمية الثانية، وأكثرها شعبية وفعالية بشكل معقول هي كلوريد رباعي ميثيل الأمونيوم وسداسي ميثونيوم المشتق منه. كما استخدمت في زمن ما بعد الحرب الهيدرالازين والريزيربين (مشتقة من النبات الطبي راوفولفيا سربنتينا).